# A magyar női labdarúgó-válogatott mérkőzései 2003-ban
A magyar női labdarúgó-válogatott  az év során négy Európa-bajnoki selejtező mérkőzést vívott. A mérleg: egy győzelem és három vereség.
Szövetségi edző:
- Bacsó István

## Mérkőzések
| 129. mérkőzés 2003. április 19. Eb-selejtező | Lengyelország | 0 – 2             | Magyarország            | Czechowice-Dziedzice |
| 129. mérkőzés 2003. április 19. Eb-selejtező |               | (0 – 0) Részletek | Paraoánu 78' Ruff 90+1' | Czechowice-Dziedzice |

| 130. mérkőzés 2003. május 11. Eb-selejtező | Magyarország | 0 – 4             | Franciaország                  | Kecskemét |
| 130. mérkőzés 2003. május 11. Eb-selejtező |              | (0 – 2) Részletek | Pichon 2' 57' Lattaf 45+1' 87' | Kecskemét |

| 131. mérkőzés 2003. június 14. Eb-selejtező | Izland                                                          | 4 – 1             | Magyarország | Reykjavík |
| 131. mérkőzés 2003. június 14. Eb-selejtező | Hendriksdóttir 11' Færseth 19' Helgadóttir 60' Viðarsdóttir 70' | (2 – 1) Részletek | Nagy A. 38'  | Reykjavík |

| 132. mérkőzés 2003. szeptember 8. Eb-selejtező | Magyarország | 1 – 3             | Oroszország                     | Dunaújváros |
| 132. mérkőzés 2003. szeptember 8. Eb-selejtező | Agócs 72'    | (0 – 2) Részletek | Barbasina 10' 16' Letyusova 90' | Dunaújváros |